# Iivo Ahava
Iivo Ahava, född Afanasjev 19 februari 1896 i Kalevala, död 19 april 1919 i Papinkoski (troligen mördad), var en vitkarelsk officer som under finska inbördeskriget och frändefolkskrigen stred mot de finska expeditionerna till Karelen. Han var också med att grunda den brittiska Murmanlegionen och tjänstgjorde i Karelska regementet.

## Biografi

### Tidig karriär
Ahava var son till affärsmannen Paavo Ahava i Kalevala (då Uhtua) i Vitkarelen. I familjen föddes fem barn. Familjen flyttade när Iivo var liten till Kuusamo, där Ahava gick i folkskola. Han avlade sedan studier vid handesskolan i Uleåborg och fortsatte studierna i Helsingfors. Enligt andra uppgifter skulle Ahava studerat i Rovaniemi samskola fram till 1916. Liksom fadern intresserade sig Ahava för den karelska kulturen, men kom inte att dela sin fars ambitioner att förena Östkarelen med Finland.
1916 tog Ahava tjänstgöring i kejserliga ryska armén och stred under första världskriget i Galizien på östfronten. Han befordrades till sergeant och tilldelades två gånger Georgskorset. Efter februarirevolutionen 1917 tjänstgjorde han vid en rysk trupp i Uleåborg.
Efter att finska inbördeskriget bröt ut den 27 januari 1918 bildades i Kantalahti den 3 februari ett rött garde bestående av cirka 1 000 lokala finländska skogsarbetare. Ahava blev gardets befälhavare och deltog tillsammans med det i flera strider mot den finska Vienaexpeditionen. Samtidigt deltog hans far och yngre bror i kriget på finländarnas sida. Ahavas garde lyckades hålla den finska expeditionen om stången, men uppnådde inte sitt mål att besegra den.

### Murmanlegionen och Karelska regementet
Sommaren 1918 engagerades Ahavas garde i Murmanlegionen som skulle bildas under britternas ledning. Ahava deltog i bildandet i egenskap av representant för röda gardet. När han insåg att legionen inte på något sätt främjade karelarna på så sätt som han önskat, lämnade han projektet och anslöt sig som stabsofficer i januari 1919 till Karelska regementet som var förlagt i Kem. Regementet var underställt britternas Murmanlegion, men bestod till mestadels av ryssar från den vita sidan i ryska inbördeskriget. Trots det försökte Ahava vidhålla goda kontakter till de röda.
På vintern 1919 upptogs Ahava i den karelska nationalistiska rörelsen som motsatte sig Karelens anslutande till Finland. Den 17–18 februari deltog han i ett möte som hölls i Kem av Karelens folkkommitté. Han valdes till mötets sekreterare och propagerade för ett självständigt Östkarelen, vilket motsattes av de vita. När Karelska regementet beskylldes för revoltförsök i början av mars arresterades Ahava, men släpptes inom kort. Inom Murmanlegionen fanns de facto planer på revolt och bland andra Ahava och Verner Lehtimäki var inblandade.
Ahava arresterades ånyo den 6 april och skickades över gränsen till bolsjevikerna. Tio dagar senare befann han sig ombord på ett tåg mellan Papinkoski och Urosjärvi när en löjtnant Robinson tog med sig Ahava över frontlinjen. Ahava kom dock aldrig över fronten och den 24 april anmälde röda armén att Ahava återfunnits skjuten vid fronten. Enligt tidningen Wapaus var Ahavas kropp svårt skadad och omständigheterna tydde på att han blev mördad. De allierade antibolsjevikerna erkände aldrig mordet på Ahava, men mycket tyder på att det utfördes av serber som stred för britterna. Enligt författaren O. V. Itkonen utfördes dock mordet av en grupp från den ryska vita armén.